# 1991年北海道知事選挙
1991年北海道知事選挙（1991ねんほっかいどうちじせんきょ）は、北海道の執行機関である北海道知事を選出するため1991年4月7日に投票が行われた選挙で、第12回統一地方選挙の日程で実施された。

## 概要
北海道知事の任期4年が満了したことに伴って実施された選挙である。北海道知事選挙は第1回（1947年）以来、一貫して統一地方選挙の日程で実施されている。また北海道は旧社会党が強い地域で、知事選挙では保革による一騎討ちの激しい選挙戦が展開されてきた。この時の選挙戦は事実上、3期目を目指す現職で社会党などが推薦する横路孝弘候補に対し、自民党推薦の佐藤静雄候補と共産党が推薦する道労連議長の斎藤敏夫候補が挑む展開となったが、横路候補が佐藤候補らに大差をつけて圧勝する結果となった。
なお、一時期舛添要一や鳩山由紀夫が自民党推薦で出馬する動きも見られたが、断念している。
- 3月18日告示
- 4月7日投票

## 候補
本知事選に立候補したのは以下の4名である。
| 候補者   | 年齢 | 党派   |      | 推薦・支持政党                                                              | 備考                           |
| -------- | ---- | ------ | ---- | --------------------------------------------------------------------------- | ------------------------------ |
| 斎藤敏夫 | 62   | 無所属 | 新人 | （推薦）日本共産党                                                          |                                |
| 横路孝弘 | 50   | 無所属 | 現職 | - （推薦）日本社会党・社会民主連合・進歩党・スポーツ平和党 - （支持）公明党 | 知事（2期）、衆議院議員（5期） |
| 佐藤静雄 | 49   | 無所属 | 新人 | （推薦）自由民主党                                                          | 衆議院議員（1期）              |
| 都築利夫 | 60   | 無所属 | 新人 |                                                                             |                                |

## 選挙結果
投票率71.8％（当日有権者数4,142,283/投票者数2,973,787）前回比－6.54％
| 当落 | 候補者   | 党派   | 新旧 | 推薦・支持                                                        | 得票数    | 得票率 |
| ---- | -------- | ------ | ---- | ----------------------------------------------------------------- | --------- | ------ |
| 当選 | 横路孝弘 | 無所属 | 現職 | - （推薦）社会党・社民連・進歩党・スポーツ平和党 - （支持）公明党 | 2,054,453 | 69.8%  |
|      | 佐藤静雄 | 無所属 | 新人 | （推薦）自民党                                                    | 744,236   | 25.3%  |
|      | 斎藤敏夫 | 無所属 | 新人 | （推薦）共産党                                                    | 131,143   | 4.5%   |
|      | 都築利夫 | 無所属 | 新人 |                                                                   | 12,715    | 0.4%   |
| 合計 | 合計     | 合計   | 合計 | 合計                                                              | 2,942,547 |        |

出典：北海道知事の選挙結果（昭和22年～現在）、北海道選挙管理委員会。2011年3月22日閲覧
選挙の結果、現職の横路候補が前回に続き200万票台の大台を突破、自民党推薦の佐藤候補に3倍近い差をつけて圧勝し、3選を果たした。佐藤候補は、前回知事選挙において自民推薦で横路に挑んだ松浦昭が得た88万票余すらも下回って惨敗した。一方、共産党推薦の斉藤候補は、前回の共産党推薦候補の得票に1万票余り上積みすることに成功し健闘した。全道212市町村別で見た場合、横路候補は佐藤候補の選挙地盤である後志支庁管内のニセコ町と京極町を除いた全ての市町村で首位に立った。